# Brenthis anatolica
Brenthis anatolica är en fjärilsart som beskrevs av Belter 1935. Brenthis anatolica ingår i släktet Brenthis och familjen praktfjärilar. Inga underarter finns listade i Catalogue of Life.